# Уилин
Уили́н (кит. упр. 乌伊岭, пиньинь Wūyīlǐng) — бывший район городского подчинения городского округа Ичунь провинции Хэйлунцзян (КНР). Название района в переводе с маньчжурского означает «горный хребет, густо поросший лесом».

## История
В 1964 году здесь было образовано Уилинское лесничество. В октябре 1967 года был образован район Уилин.
В 2019 году были расформированы районы Уилин и Танванхэ, а на их месте был создан уезд Танван.

## Административное деление
Район Уилин делится на 1 уличный комитет, 10 лесхозов и 2 хозяйства.
| № | Название | Название (кит.)  | Статус          | Население чел. (2010) | На карте                         |
| - | -------- | ---------------- | --------------- | --------------------- | -------------------------------- |
| 1 | Уилин    | 乌伊岭街道办事处 | уличный комитет | 17032                 | 48°35′40″ с. ш. 129°26′04″ в. д. |

## Соседние административные единицы
Район Уилин на юге граничит с районом Танванхэ, на северо-востоке — с уездом Цзяинь, на западе — с территорией городского округа Хэйхэ.